# Street Fighter II
Street Fighter II (ストリートファイターII, Sutorīto Faitā Tsū) is een vechtspel ontwikkeld door Capcom en uitgebracht in 1991 als arcadespel. Het was het eerste vervolg op Street Fighter (1987). In 1992 werd het spel overgezet naar de Super Nintendo Entertainment System (SNES)-console, waarvoor het een jarenlange systeemverkoper werd. Het succes leidde tot een reeks herziene uitgaven. 
De consolepoorten hebben wereldwijd meer dan 14 miljoen exemplaren verkocht, waarvan 6,3 miljoen exemplaren op SNES, waarmee het de best verkopende game van Capcom was tot 2013 (toen het overtroffen werd door Resident Evil 5) en hun bestverkochte spel op een enkel platform. 
Er werden in de loop der tijd meerdere thuisversies van het spel uitgebracht voor verschillende spelcomputers zoals de PC Engine, de PlayStation en de Sega Saturn. De SF-spellen werden individueel overgezet naar thuisversies, of als deel van een compilatie zoals de Street Fighter Collection en de Capcom Classics Collection-reeks. Ook bracht Capcom Hyper Street Fighter II: The Anniversary Edition op de markt voor de PlayStation 2 en de Xbox, die eveneens op kleine schaal werd uitgebracht als Japanse arcadespel.

## Gameplay
Het was een van de eerste speelhalspellen die gebruik maakten van Capcoms CPS-arcadesysteembord en werd geprogrammeerd door Akira "Nin-Nin" Nishitani en Akira "Akiman" Yasuda, die eerder samen aan Final Fight en Forgotten Worlds werkten.
Street Fighter II borduurde voort op het een-tegen-een-vechtsysteem van zijn voorganger. De animatiekwaliteit en de speelbaarheid werden verhoogd, de mogelijkheid tot het uitvoeren van worpen, grepen en combo's werd toegevoegd en spelers konden uit acht verschillende personages kiezen, inclusief oudgedienden Ryu en Ken. Elk figuur had zijn eigen vechtstijl en speciale aanvallen. In de stand voor één speler kwam het gekozen personage tegenover elk van de zeven overige figuren te staan alvorens het te moeten opnemen tegen de vier laatste vechters. Deze waren computergestuurd en niet kiesbaar voor menselijke spelers. Net als in het originele Street Fighter kon in het nieuwe spel een eventuele tweede speler deelnemen aan het duel. Speler twee had dan de keuze uit de zeven overgebleven kiesbare personages. Mede dankzij al deze verbeteringen en mogelijkheden werd Street Fighter II een grote hit. Uiteindelijk werden er legio spelcomputerversies van gemaakt alsook herziene uitgaven.

## Uitgaven
De eerste herziening was Street Fighter II: Champion Edition (of Street Fighter II Dash in Japan), die het spelers mogelijk maakte om hetzelfde personage te kiezen en tegen elkaar te spelen. Om ze uit elkaar te kunnen houden had een van beide vechters aangepaste kleuren. Daarnaast was het mogelijk om de voorheen niet speelbare bazen (Balrog, Vega, Sagat en M. Bison) te kiezen. Het spel had licht verbeterde animatie, waaronder achtergronden in andere kleuren, en verfijnde speelbaarheid. Een tweede upgrade genaamd Street Fighter II Turbo: Hyper Fighting (of Street Fighter II Dash Turbo in Japan) werd op de markt gebracht naar aanleiding van de vele bootlegs die er van het spel waren. SFII Turbo had een snelheidsmeter waarmee het tempo van het spel kon worden opgevoerd en er waren nieuwe bewegingen aan toegevoegd, zoals Chun-Li's vuurbal en Dhalsims speciale aanval Yoga Teleport.
Voor de derde herziening, Super Street Fighter II: The New Challengers, kreeg het spel een volledige revisie op grafisch gebied en vier nieuwe speelbare personages. Dit was Capcoms eerste spel met CPS 2-hardware. De vijfde en laatste speelhalversie, Super Street Fighter II Turbo: The Ultimate Championship (of Super Street Fighter II X: Grand Master Challenge), bracht de snelheid van SFII Turbo terug. Verdere toevoegingen waren de super combo's, een geheel nieuwe soort speciale aanvallen, en het verborgen personage Akuma.

## Trivia
In Street Fighter II: The World Warrior is de vlag van Spanje de preconstitutionele met de zwarte adelaar erop. In SFII: Champion Edition is het de constitutionele met het wapen van Spanje. In latere edities is het de burgerlijke vlag met alleen twee rode en één gele band.